# 鄧頤
鄧頤（1441年—？年），字行正，四川瀘州人，軍籍，治《書經》，明朝政治人物。

## 生平
順天府鄉試第二十五名舉人。成化二十三年（1487年）中式丁未科三甲第六十名進士。

## 家族
曾祖鄧勝祖；祖父鄧陳珷；父鄧俊，封主事。母楊氏（封安人）。